# بيبيرلين
البيبيرلين (بالإنجليزية: Piperylene )‏ عبارة عن مادة هيدروكربونية متطايرة ، قابلة للاشتعال حيث تتكون من خمسة سلاسل كربون مزودة بزوج من الروابط الثنائية . ويتم الحصول عليه على هيئة ناتج ثانوي أثناء إنتاج الإيثيلين من النفط الخام .
ويتم استخدام البيبريلين كمونومر «أحادي الجزيئية» في صناعة اللدائن «البلاستيك» ، المواد اللاصقة والراتنجات . ويعتبر البيبريلين مادة عديمة اللون .